# Liste des codes IATA des compagnies aériennes
Pour la codification IATA des aéroports (code à trois lettres), voir Code IATA des aéroports.
| ► Sigles de 2 caractères |
| Sigles de 3 caractères   |
| Sigles de 4 caractères   |
| Sigles de 5 caractères   |
| Sigles de 6 caractères   |
| Sigles de 7 caractères   |
| Sigles de 8 caractères   |

Les codes IATA des compagnies aériennes sont des codes à deux signes alphanumériques (lettre, chiffre), attribués par l'Association du transport aérien international, aux différentes compagnies aériennes du monde entier, contre un paiement de 2 500 dollars annuel. Ce code est utilisé, complété par quatre chiffres, pour constituer le numéro de vol qui permet d'identifier chaque vol effectué.
En anglais, ce code s'appelle Airline Designator. Le code est utilisé pour identifier une compagnie aérienne pour toutes les opérations commerciales qui la concernent. Il est attribué par l'IATA en conformité avec les dispositions de la Résolution no 762. Il est utilisé notamment pour les réservations, les horaires, les billets, les tarifs, les factures aériennes, les vols et pour de nombreuses communications internes. L'IATA attribue trois types de code à deux lettres :
- unique (deux lettres) ;
- alphanumérique (un chiffre, une lettre) ;
- double contrôlé (indiqué par un astérisque -*-, après le code) et donné à deux compagnies différentes qui ne peuvent être confondues — parce que, par exemple, elles n’opèrent pas dans la même région du monde.

L'IATA attribue également ces codes à des sociétés qui ne sont pas des compagnies aériennes mais qui opèrent dans les voies ferrées, les ferry-boats, à des sociétés informatiques gérant des réservations, à d'autres organismes de transport. Ce sont généralement des codes alphanumériques.
Depuis 1987, l'Organisation de l'aviation civile internationale (OACI) attribue également des codes à trois lettres, qui sont en voie d'adoption par l'IATA — mais qui ne remplaceront pas le code à deux lettres. Il est donc recommandé de maintenir le sigle IATA.

## Liste des compagnies aériennes
Les compagnies aériennes sont classées par ordre alphabétique du code IATA (les chiffres sont en fin de liste), la nationalité d'origine est notée entre parenthèses. La liste est complète au 1er janvier 2005 pour les 262 compagnies alors affiliées à l'IATA, dont les 98 compagnies aériennes européennes — en sus des 21 membres IATA de la Russie et de la CEI, Ukraine comprise.
- Haut – A
- B
- C
- D
- E
- F
- G
- H
- I
- J
- K
- L
- M
- N
- O
- P
- Q
- R
- S
- T
- U
- V
- W
- X
- Y
- Z
- 1
- 2
- 3
- 4
- 5
- 6
- 7
- 8
- 9

### A
- AA : American Airlines (États-Unis)
- AB : Air Berlin (Allemagne)
- AC : Air Canada (Canada)
- AD : Azul Brazilian Airlines (Brésil)
- AE : Mandarin Airlines (Taïwan)
- AF : Air France (France)
- AG : Aruba Airlines (en)
- AH : Air Algérie (Algérie)
- AI : Air India
- AJ : AeroContractors of Nigeria (Nigeria)
- AK : Air Asia Sen (Malaisie) (également FD)
- AL : Malta Air (Malte)
- AM : Aeroméxico Aerovias de Mexico (Mexique)
- AN : Andorra Airlines
- AO : Australian Airlines (Australie)
- AP : Albastar (Espagne)
- AQ : 9 Air (Chine) (ex-code d'Aloha Airlines, États-Unis)
- AR : Aerolíneas Argentinas (Argentine)
- AS : Alaska Airlines (États-Unis)
- AT : Royal Air Maroc (Maroc)
- AU : Austral Líneas Aéreas-Cielos del Sur (Argentine) (groupe Aerolineas Argentinas)
- AV : Avianca (Aerovias Nacionales de Colombia) (Colombie)
- AX : Trans States Airlines /(programme AmericanConnection) (États-Unis)
- AY : Finnair Oyj (Finlande)
- AZ : ITA Airways (Italie)
- A0 : L'Avion (France)
- A0 : BA EuroFlyer (Royaume-Uni) (filiale de British Airways)
- A2 : Cielos del Peru (Pérou) et Astra Airlines (Grèce)
- A3 : Aegean Airlines (Grèce)
- A4 : Southern Winds (Argentine)
- A5 : HOP! (France) groupe Air France
- A6 : Asia Pacific Airlines (Guam) et Air Alps Aviation (Autriche)
- A8 : Benin Golf Air (Bénin)
- A9 : Georgian Airlines (Géorgie)

### B
- BA : British Airways (Royaume-Uni)
- BC : Skymark Airlines (Japon)
- BD : Cambodia Bayon Airlines (Cambodge) (ex-code de British Midland Airways Ltd./bmi, Royaume-Uni)
- BE : British European/flyBe (Jersey European Airways Ltd. Royaume-Uni)
- BF : French Bee
- BG : Biman Bangladesh Airlines (Bangladesh)
- BI : Royal Brunei Airlines (Brunei)
- BJ : Nouvelair Tunisia (Tunisie)
- BK : OKAir (Chine)
- BL : Pacific Airlines (Viêt Nam)
- BM : BMI Regional / British Midland Regional (Royaume-Uni)
- BN : Forward Air International Airlines (États-Unis)
- BO : Bouraq Indonesia Airlines (Indonésie)
- BP : Air Botswana Corp (Botswana)
- BQ : Aeromar Airlines (République dominicaine)
- BR : EVA Airways (Taïwan)
- BS : British International Helicopters (Royaume-Uni)
- BT : Air Baltic (Lettonie)
- BU : Bural (Russie) (ex-code de Braathens groupe SAS (Norvège))
- BV : Blue Panorama Airlines (Italie)
- BW : Carribean Airlines
- BX : Air Busan
- BY : Thomsonfly (Royaume-Uni)
- BZ : Blue Dart Aviation (Inde)
- B0 : La Compagnie Boutique Airline
- B2 : Belavia (Biélorussie)
- B3 : Bellview Airlines (Nigeria)
- B4 : Beond Simdi Operations Pvt. Ltd (Maldives), B.A.C.H. Flugbetriebs (Allemagne), Bankair (États-Unis)
- B5 : Fly-SAX (Kenya) (ex-code de Flightline (Royaume-Uni) et de Amadeus Flugdienst (Allemagne))
- B6 : jetBlue Airways (États-Unis)
- B7 : UNI Airways (Taïwan)
- B8 : Eritrean Airlines (Érythrée)
- B9 : Iran Air Tours (Iran), Air Bangladesh (Bangladesh)
  - BHA: Buddha Air (Népal) (code OACI)

### C
- CA : Air China Ltd (Chine)
- CB : Scot Airways (Royaume-Uni)
- CC : Macair Airlines (Australie)
- CD : Corendon Dutch Airlines (Pays-Bas) (ex-code d'Alliance Air filiale d'Indian Airlines)
- CE : Chalair Aviation (France)
- CF : China Postal Airlines (Chine) (ex-code de Faucett Peru)
- CG : Airlines PNG (Papouasie-Nouvelle-Guinée)
- CH : Bemidji Airlines (États-Unis)
- CI : China Airlines (Taïwan)
- CJ : BA CityFlyer (Royaume-Uni) (ex-code de China Northern Airlines)
- CL : Lufthansa CityLine GmbH (Allemagne)
- CM : Copa Airlines Compania Panamena de Aviacion (Panama)
- CN : Grand China Air (Chine)
- CO : Cobalt Air (Chypre)
- CQ : Coastal Travels Ltd. (Tanzanie) (ex-code de Czech Connect Airlines, République Tchèque)
- CR : OAG Worldwide (Royaume-Uni)
- CS : Continental Micronesia (ce code est utilisé par Continental Airlines pour ses vols en Micronésie)
- CT : ALITALIA CITY LINER SPA
- CU : Cubana (Cuba)
- CV : Cargolux
- CW : Air Marshall Islands (îles Marshall)
- CX : Cathay Pacific Airways (Hong Kong)
- CY : Charlie Airlines (Ex-Cyprus Airways) (Chypre)
- CZ : China Southern Airlines (Chine)
- C0 : Centralwings (Pologne)
- C2 : CEIBA Intercontinental
- C3 : Trade Air Ltd. (Croatie)
- C4 : SVG Air (Saint-Vincent et les Grenadines)

### D
- DB : Brit Air (France)
- DC : Golden Air
- DD : Nok Air
- DE : Condor Flugdienst (Allemagne)
- DE : Prime Air Inc. (Nevada/Colombie britannique))
- DH : Independence Air (États-Unis, Washington, DC)
- DI : Deutsche BA Luftfahrtgesellschaft mbH (Allemagne) (cf. Fly DBA)
- DJ : AirAsia Japan (Japon)
- DK : Eastland Air
- DL : Delta Air Lines (États-Unis)
- DM : Asian Air
- DN : Simplify Deccan (Inde)
- DN : Sénégal Airlines (Sénégal). http://www.senegalairlines.aero/
- DN : Norwegian Air Argentina S.A.U.
- DO : Sky High Aviation Services (République Dominicaine) (ex-code de Air Vallée, Italie)
- DP : Pobeda (Russie) (ex-code de First Choice Airways, Grande-Bretagne)
- DQ : Coastal Air Transport
- DR : Ruili Airlines (Chine)
- DS : EasyJet Switzerland (Suisse) ex Air Sénégal International (Sénégal)
- DT : TAAG Angola Airlines (Angola)
- DV : Nantucket Airlines (Nouvelle-Angleterre)
- DW : Aero-Charter Airlines (Ukraine) (et Helicopter Shuttle ?)
- DX : Danish Air Transport (Danemark)
- DY : Norwegian
- DZ : Donghai Airlines (Chine)
- D0 : DHL Air UK Ltd
- D3 : Daallo Airlines (Somalie et Djibouti)
- D7 : AirAsia X (Malaysia)
- D8 : Norwegian Air International
- D9 : Donavia (Russie)

### E
- E2 : Eurowings Europe (Autriche)
- EA : Eastern Airlines
- EB : Wamos Air (Espagne)
- EC : easyJet Europe (Autriche) (ex-code d'OpenSkies, France)
- ED : AirExplore (Slovaquie)
- EE : Xfly (Regional Jet, Estonie)
- EG : Japan Asia Airways (Japon)
- EH : ANA Wings (Japon)
- EI : Aer Lingus (Irlande)
- EJ : European Cargo Services B.V.
- EK : Emirates (Émirats arabes unis)
- EL : Ellinair
- EN : Air Dolomiti (Italie)
- EO : Hewa Bora Airways (République démocratique du Congo)
- EP : Iran Aseman Airlines (Iran)
- EQ : TAME (Équateur)
- ER : Serene Air (Pakistan) (ex-code d'Astar Air Cargo, États-Unis, a fait faillite)
- ES : DHL International EC (Bahreïn)
- ET : Ethiopian Airlines (Éthiopie)
- EU : Chengdu Airlines, (Chine)
- EV : Atlantic Southeast Airlines (États-Unis)
- EW : Eurowings AG (Allemagne)
- EX : Thai Express Air
- EY : Etihad Airways (Émirats arabes unis)
- EZ : Sun Air of Scandinavia
- E3 : Domodedovo Airlines (Russie)
- E4 : Enter Air (Pologne) (ex-code d'Aero Asia, Pakistan)
- E5 : Samara Airlines (Russie)
- E7 : Equaflight (République du Congo)
- E8 : City Airways (Thaïlande) (ex-code d'Alpi Eagles S.p.A., Italie)
- E9 : Iberojet Airlines (Espagne) (ex-code de Boston-Maine Airways, États-Unis)

### F
- FA : Safair (Afrique du Sud)
- FB : Bulgaria Air (Bulgarie)
- FC : VivaColombia (Colombie) (ex-code de Finncomm Airlines et de Flycie Aviation)
- FD : Thai Air Asia (Malaisie-Thaïlande), groupe AirAsia
- FE : Far Eastern Air Transport (Taïwan)
- FG : Ariana Afghan Airlines (Afghanistan)
- FH : Free Bird Airlines (Turquie)
- FI : Icelandair (Islande)
- FJ : Fiji Airways (Fidji)
- FK : Kelowna Flightcraft Air Charter (Canada)
- FL : Flybi Airways (Sur IVAO(compagnie virtuelle)) (France)
- FM : Shanghai Airlines Co. Ltd. (Chine)
- FN : Regional Airlines (Maroc)
- FO : Felix Airways (Yémen)
- FP : Freedom Air (États-Unis, Guam)
- FR : Ryanair (Irlande) ; Centre-South (Russie)
- FS : Syphax Airlines (Tunisie)
- FT : FlyEgypt (Égypte)
- FU : Fuzhou Airlines (Groupe Hainan Airlines) (Chine)
- FV : Pulkovo Aviation Entreprise (Russie)
- FW : Fairinc (Jap.) devenue Ibex Airlines (Japon) en 2004
- FX : Federal Express Corp ou FedEx (États-Unis)
- FY : Firefly (Malaisie)
- FZ : Flydubai (Émirats arabes unis, Dubaï)
- F2 : Safarilink Aviation (Kenya)
- F5 : Cosmic
- F7 : Darwin Airline (Suisse)
- F9 : Frontier Airlines (États-Unis, Denver)

### G
- GA : Garuda Indonesia (Indonésie)
- GC : Gambia International Airlines (Gambie)
- GE : Transasia Airways (Taïwan)
- GF : Gulf Air (Bahreïn, Oman et Abou Dhabi)
- GH : Ghana Airways Corp (Ghana)
- GJ : Eurofly (Italie)
- GK : Jetstar Japan (Japon)
- GM : Tri-MG Intra Asia Airlines (Indonésie) (ex-code d'Air Slovakia, Slovaquie)
- GN : Air Gabon (Gabon)
- GP : APG Airlines (France)
- GS : Tianjin Airlines (Chine)
- GT : GB Airways (Royaume-Uni)
- GU : Aviateca (Guatemala), groupe Taca.
- GW : SkyGreece Airlines (Grèce) (ex-code de Kuban Airlines (Russie, Krasnodar))
- GX : JetX Airlines (Islande/Italie)
- GZ : Air Rarotonga (îles Cook)
- G4 : Allegiant Air (États-Unis)
- G4* : Guizhou Airlines (Chine)
- G5 : China Express Airlines (Chine)
- G7 : Gandalf Airlines (Italie)
- G8 : GoAir (Inde)
- 3O : Air Arabia

### H
- HA : Hawaiian Airlines (États-Unis)
- HB : Asia Atlantic Airlines (Thaïlande)
- HC : Air Sénégal (Sénégal)
- HD : Hokkaido International Airlines ou Air Do (Japon)
- HE : LGW - Luftfahrtgesellschaft Walter GmbH (Allemagne)
- HF : Air Côte d'Ivoire (Côte d'Ivoire)
- HG : Niki (Autriche)
- HH : Islandsflug (Islande)
- HJ : Tasman Cargo Airlines (Australie)
- HM : Air Seychelles (Seychelles)
- HO : Juneyao Airlines (Chine)
- HR : Hahn Air Lines (Allemagne)
- HT : Aeromist-Kharkiv (Ukraine). (ex-code de Modiluft)
- HU : Hainan Airlines Co. Ltd. (Chine, Hainan)
- HV : Transavia Airlines (Pays-Bas)
- HW : Hello, compagnie suisse et North-Wright Airways.
- HX : Hong Kong Airlines Limited (Hong Kong)
- HY : Uzbekistan Airways (Ouzbékistan)
- HZ : Aurora (Russie) (Ex.SAT Airlines)
- H2 : Sky Airline (Chili)
- H5 : Magadan Airlines (Russie)
- H8 : Dalavia (Russie, Khabarovsk)
- H9 : Himalaya Airlines

### I
- IA : Iraqi Airways
- IB : Iberia Líneas Aéreas de España (Espagne)
- ID : Batik Air (Indonésie)
- IE : Solomon Airlines (îles Salomon)
- IG : Meridiana S.p.A. (Italie)
- IH : Falcon Air AB (Suède)
- IJ : Spring Airlines Japan (Japon)
- IK : Pegas Fly (Russie) (Ex.Imair Airlines (Azerbaïdjan))
- IL : Trigana Air Service (Indonésie)
- IN : MAT Macedonian Airlines (Macédoine)
- IO : IrAero (Russie)
- IP : Apsara International Air (Cambodge)
- IQ : Augsburg Airways GmbH (Allemagne)
- IR : Iran Air (Iran)
- IT : Tigerair Taiwan (Taïwan) (ex-code de Kingfisher (Inde) et d'Air Inter (France))
- IV : Wind Jet (Italie)
- IW : Wings Air (Indonésie) (ex-code de AOM Airlines)
- IX : Air India Express (Inde)
- IY : Yemenia (Yemen Airways) (Yémen)
- IZ : Arkia Israeli Airlines (Israël)
- I2 : Iberia Express (Espagne)
- I4 : I-Fly (Russie)
- I5 : AirAsia India(Inde) (ex-code de la Compagnie Aérienne du Mali)
- I9 : Air Italy S.p.A. (Italie)

### J
- JB : Helijet
- JD : Beijing Capital Airlines (Chine)
- JE : Mango Airlines (Afrique du Sud)
- JF : Jet Asia Airways (Thaïlande)
- JH : Harlequin Air (groupe Japan Airlines, Japon)
- JJ : LATAM Brazil
- JL : Japan Airlines (JAL) (Japon)
- JN : Joon (groupe Air France, France)
- JO : Jasmin Airways (Tunisie)
- JP : Adria Airways (Slovénie)
- JQ : Jetstar Airways (Australie)
- JR : Aero California (Mexique)
- JS : Air Koryo (Corée du Nord)
- JT : Lion Air (Indonésie)
- JU : Air Serbia (Serbie)
- JW : Vanilla Air (Japon)
- JX : Jambojet
- JY : InterCaribbean Airways (Îles Turques-et-Caïques)
- JZ : Skyways AB (Suède)
- J2 : Azerbaijan Airlines Hava Yollary (Azerbaïdjan)
- J7 : Centre-Avia (Russie)

### K
- KA : Cathay Dragon (Hong Kong)
- KB : Druk Air (Bhoutan)
- KC : Air Astana (Kazakhstan)
- KD : Kal Star (Indonésie) (Ex-Kaliningradavia (Russie))
- KF : Air Belgium (Belgique)
- KE : Korean Air (Corée du Sud)
- KK : Atlasjet Uluslararasi Havacilik AS, ou Atlas Global (Turquie)
- KL : KLM Royal Dutch Airlines (Pays-Bas)
- KM : Air Malta (Malte)
- KN : China United Airlines (Chine)
- KP : Asky (Togo)
- KQ : Kenya Airways (Kenya)
- KR : Air Bishkek (Kirghizistan)
- KR : Birgenair (Turquie)
- KU : Kuwait Airways (Koweït)
- KV : Kavminvodyavia (Russie, Mineralnye Vody)
- KW : Kelowna Flightcraft
- KZ : Nippon Cargo Airlines (Japon)
- K6 : Bravo AirCongo ou Cambodia Angkor Air (Cambodge)
- K8 : Kaliningradavia (Russie, Kaliningrad)

### L
- LA : LATAM Chile
- LC : ECAir (République du Congo)
- LD : Air Hong Kong (fret)
- LF : Fly Nordic (Suède)
- LG : Luxair (Luxembourg)
- LH : Lufthansa AG (Allemagne)
- LI : Liat (ex Antilles britanniques, basée à Antigua-et-Barbuda)
- LJ : Jin Air (Corée du Sud)
- LK : Air Luxor SA (Portugal)
- LL : Miami Air International (États-Unis)
- LM : Livingston S.p.A. (Italie)
- LN : Libyan Airlines (Libye)
- LO : Lot Polish Airlines (Pologne)
- LP : LAN Perú (Pérou) du groupe Lan Airlines)
- LQ : Air Lanmei (Cambodge)
- LR : Avianca Costa Rica (Costa Rica) (ex.Lacsa Lineas Aereas Costarricenses SA)
- LS : Channel Express (Air Services) Ltd., nom commercial : Jet 2 (Royaume-Uni)
- LT : Air Lituanica (Lituanie)
- LV : Level (Espagne)
- LW : Pacific Wings (États-Unis)
- LX : Swiss International Air Lines Ltd ou SWISS (auparavant Crossair) (Suisse)
- LY : El Al Israel Airlines (Israël)
- LZ : Swiss Global Air Lines
- L2 : Lynden Air Cargo (États-Unis)
- L3 : DHL de Guatemala (Guatemala)
- L5 : Atlas Atlantique Airlines
- L7 : LANCO (Colombie)
- L8 : Afric Aviation (Gabon)
- L6 Air Mauritanie (Mauritanie)

### M
- MA : Malév Hungarian Airlines (Hongrie)
- MB : MNG Cargo Airlines
- MC : Air Cairo (Égypte)
- MD : Madagascar Airlines (Madagascar)
- ME : Middle East Airlines Air Liban(Liban)
- MF : Xiamen Airlines (Chine)
- MH : Malaysia Airlines (Malaisie)
- MI : Silk Air (Singapour)
- MJ : MyWay Airlines (Georgia)
- MK : Air Mauritius Ltd (Maurice)
- ML : Air Méditerranée (France)
- MM : Peach (Japon) (ex-code de SAM, Colombie)
- MN : Kulula (Afrique du Sud)
- MP : Martinair Holland (Pays-Bas)
- MQ : American Eagle (États-Unis)
- MR : Air Mauritanie (Mauritanie)
- MS : Egypt Air (Égypte)
- MT : Thomas Cook Airlines Royaume-Uni
- MU : China Eastern Airlines (Chine)
- MV : Aviastar (Indonésie)
- M0 : Aero Mongolia (Mongolie)
- M8 : TransNusa Air Services (Indonésie)
- M9 : Motor Sich (Ukraine)

### N
- NC : Northern Air Cargo (États-Unis)
- NE : Sky Europe Airlines (Slovaquie)
- NF : Air Vanuatu (Vanuatu)
- NG : Lauda Air Luftfahrt AG (Autriche) appartient à Austrian Airlines
- NH : All Nippon Airways ou ANA (Japon)
- NK : Spirit Airlines (États-Unis)
- NL : Amelia International (Slovénie)
- NQ : Air Japan (Japon)
- NT : Hebei Airlines (Chine)
- NT : Binter Canarias (Espagne)
- NU : Japan Transocean Air (Japon)
- NW : Celeste (France)
- NX : Air Macau (Macao, Chine)
- NZ : Air New Zealand (Nouvelle-Zélande)
- N2 : Aerolineas Internacionales (Mexique)
- N3 : Omskavia Airlines (Russie)
- N4 : Nordwind Airlines (Russie)
- N5 : Flyeasy (Inde)
- N6 : Nuevo Continente (Pérou)
- N7 : Lagun Air (Espagne)

### O
- OA : Olympic Airlines (Grèce)
- OB : Astrakhan Airlines (en) (Russie)
- OC : Oriental Air Bridge (Japon)
- OD : Malindo Air (Indonésie)
- OE : Cairo Aviation (Égypte)
- OF : Anciennement Air Finland (Finlande)
- OG : Anciennement One-Two-Go Airlines (Thaïlande)
- OH : Comair Inc. (filiale à 100 % de Delta Air Lines)
- OJ : Fly Jamaica
- OK : CSA Czech Airlines (CSA) (République tchèque)
- OL : Ostfriesische Lufttransport GmbH (Allemagne)
- OM : MIAT Mongolian Airlines Mongolie)
- ON : Our Airline (Nauru)
- OO : SkyWest Airlines (États-Unis)
- OQ : Chongqing Airlines (Chine)
- OR : Crimea Air (Ukraine)
- OS : Austrian Airlines (Autriche)
- OT : Tchadia Airlines (Tchad)
- OU : Croatia Airlines (Croatie)
- OV : Estonian Air (Estonie)
- OW : Executive Airlines (États-Unis)
- OX : Orient Thai Airlines (Thaïlande)
- OY : Omni Air International (États-Unis)
- OZ : Asiana Airlines (Corée du Sud)
- O3 : SF airlines (Chine)
- O6 : Avianca Brazil (Brésil)
- O7 : OzJet (Australie)

### P
- PA : Airblue (Pakistan) (ex-code de Pan American World Airways, États-Unis)
- PB : Provincial Airlines (Canada)
- PC : Pegasus Airlines (Turquie) (ex-code d'Air Fiji Ltd., Fidji)
- PD : Porter Airlines (Canada) (Anc. Palau Micronesia Air, a cessé ses opérations en décembre 2004)
- PE : Air Europe SpA (Italie, cf. Volare Web) (cessation d'activité)
- PF : Primera Air (Danemark) (ex-code de Palestinian Airlines, Palestine)
- PG : Bangkok Airways (Thaïlande)
- PH : Polynesian Airlines (Samoa)
- PJ : Air Saint-Pierre (Saint-Pierre-et-Miquelon)
- PK : Pakistan International Airlines (Pakistan)
- PL : Aeroperu (Pérou)
- PM : Tropic Air (Belize)
- PO : Polar Air Cargo (États-Unis)
- PR : Philippine Airlines (Philippines)
- PS : Ukraine International Airlines (Ukraine)
- PT : West Atlantic (Suède)
- PU : Pluna Lineas Aereas Uruguayas (Uruguay)
- PV : Privatair SA (Suisse)
- PV* : Saint Barth Commuter (Saint Barthelemy)
- PW : Precision Air (Tanzanie)
- PX : Air Niugini (Papouasie-Nouvelle-Guinée)
- PY : Surinam Airways (Suriname)
- PZ : Lineas Aereas Paraguayas devenues TAM Mercosur (Paraguay)
- P5 : AeroRepublica (Colombie)
- P7 : Small Planet Airlines (Lituanie) (ex-code d'East Line, Russie)
- P8 : PAG Connexair (États-Unis)
- P9 : PAG Airways (États-Unis)

### Q
- QA : Cimber
- QB : Sky Georgia (Géorgie)
- QC : Camair-Co (Cameroun)
- QD : Air Class Lineas Aereas (Uruguay)
- QE : Crossair Europe (France)
- QF : Qantas Airways (Australie)
- QG : Citilink (Indonésie)
- QH : Air Kyrgyzstan (Kyrgyzstan) (ex-code de Air Florida
- QI : Cimber Air (Danemark)
- QK : Jazz Aviation (Canada)
- QM : Air Malawi (Malawi)
- QO : Quikjet Cargo (Inde) (ex-code d'Aeromexpress et d'Origin Pacific)
- QQ : Alliance Airlines (Australie)
- QR : Qatar Airways (Qatar)
- QS : Smart Wings (République tchèque)
- QT : Avianca Cargo (Tampa)
- QY : European Air Transport Leipzig (cargo) (Allemagne)
- QZ : Indonesia AirAsia, ex-Awair (Indonésie) (groupe Air Asia)
- Q3 : Zambian Airways (Zambie)
- Q4 : Euroairlines, S.L. (Espagne)
- Q8 : Trans Air Congo (République du Congo)

### R
- RA : Royal Nepal Airlines Corporation (Népal)
- RB : Syrian Arab Airlines (Syrie)
- RC : Atlantic Airways (îles Féroé)
- RD : Alitalia Team (a fusionné avec Alitalia en 2002)
- RE : Air Stobart (Irlande) (ex. Aer Arann)
- RF : Florida West International Airways (États-Unis)
- RG : Rotana Jet (Abu Dhabi)
- RJ : Royal Jordanian (Jordanie)
- RK : R Airlines (Thaïlande)
- RM : Air Moldova International (Moldavie)
- RN : Air Horizons (France)
- RO : Tarom Transporturile Aeriene Romane - Romanian Air Transport (Roumanie)
- RP : Chautauqua Airlines (États-Unis)
- RQ : Kam Air (Afghanistan)
- RT : Air Turquoise (France)
- RU : AirBridgeCargo (Russie)
- RV : Air Canada Rouge (Canada)
- R2 : Orenburg Airlines (Russie)
- R3 : Yakutia Airlines (Russie)
- R4 : Russia Airline
- R7: Aserca Airlines (Venezuela)

### S
- SA : South African Airways (Afrique du Sud)
- SB : Aircalin Air Calédonie International (Nouvelle-Calédonie)
- SC : Shandong Airlines (Chine)
- SD : Sudan Airways (Soudan)
- SH : Sharp Airlines (Australia)
- SF : Tassili Airlines (Algérie)
- SE : XL Airways (France)
- SG : Spicejet (Inde)
- SI : Susi Air (Indonésie)
- SJ : Sriwijaya Air (Indonésie) (ex-code de Freedom Air (Nouvelle-Zélande))
- SK : Scandinavian Airlines
- SL : Thai Lion Air (Thaïlande)
- SN : Brussels Airlines (Belgique)
- SP : SATA Air Açores (Portugal)
- SQ : Singapore Airlines (Singapour)
- SS : Corsair International anciennement Corsairfly (France)
- ST : Germania (Allemagne)
- SU : Aeroflot Russian Airlines (Russie)
- SV : Saudi Arabian Airlines (Arabie saoudite)
- SW : Air Namibia (Namibie)
- SX : Sky Work Airlines (Suisse)
- SY : Sun Country (États-Unis)
- SZ : Somon Aod
- S2 : Jet Lite (Inde)
- S3 : Santa Barbara Airlines (Venezuela),
- S4 : Azores Airlines
- S7 : Siberia Airlines (Russie)
- S9 : East African Safari Air

### T
- TA : Taca International Airlines (Honduras)
- TB : TUIfly Belgium (Belgique)
- TC : Air Tanzania Co. Ltd. (Tanzanie)
- TE : Sky Taxi
- TF : Braathens Regional Aviation AB
- TG : Thai Airways International (Thaïlande)
- TJ : Tradewind Aviation
- TK : Turkish Airlines (Turquie)
- TM : Linhas Aereas de Moçambique (LAM Mozambique)
- TN : Air Tahiti Nui (Polynésie française)
- TO : Transavia France (France)
- TP : TAP Portugal (Portugal)
- TQ : Tandem Aero (Moldavie)
- TR : Tiger Airways (Singapour)
- TS : Air Transat (Canada)
- TT : Tigerair Australia (Australie) (ex-code d'Air Lithuania, Lituanie)
- TU : Tunisair (Tunisie)
- TW : T'way Airlines (Corée du Sud)
- TX : Air Caraïbes (France, Antilles)
- TY : Air Calédonie (France, Nouvelle-Calédonie)
- TR : Scoot (Singapour)
- TZ : Tsaradia (Madagascar) (ex-code d'ATA Airlines, États-Unis)
- T2 : Lotus Air
- T4 : Hellas Jet (Grèce)
- T5 : Turkmenistan Airlines (Turkménistan)
- T6 : AirSWIFT (Philippines) (ex-code de Tavrey Airlines, Ukraine)
- T7 : Twin Jet (France)

### U
- UA : United Airlines Inc. (États-Unis)
- UB : Myanmar Airways Magma Aviation (Birmanie)
- UD : Hex'air (France)
- UF : UM Airlines (Ukraine)
- UG : Tunisair Express (ex-Sevenair / Tuninter) (Tunisie)
- UI : Eurocypria Airlines (Chypre)
- UK : Vistara (Inde)
- UL : SriLankan Airlines (Sri Lanka)
- UM : Air Zimbabwe (Zimbabwe)
- UO : HK Express (Chine)
- UP : Bahamasair (Bahamas)
- UQ : O'Connor Airlines (Australie)
- US : US Airways (États-Unis)
- UT : UTair (Russie)
- UU : Air Austral (France, La Réunion)
- UW : Universal Airlines (Guyana)
- UX : Air Europa Lineas Aereas S.A. (Espagne)
- UY : Cameroon Airlines (Cameroun)
- U2 : EasyJet (Royaume-Uni)
- U3 : Avies (Estonie)
- U5 : Karinou Airlines (République centrafricaine)
- U6 : Ural Airlines (Russie)
- U9 : Tatarstan JSC Aircompany

### V
- VA : Virgin Australia
- VB : VivaAerobus
- VD : Swedjet Airways (Suède)
- VE : Avensa (Venezuela)
- VG : Vipper BV (Pays-Bas)
- VH : Aeropostal Alas de Venezuela CA (Venezuela)
- VI : Volga-Dnepr Airlines JSC (Russie)
- VN : Vietnam Airlines (Viêt Nam)
- VO : Tyrolean Airways (Autriche)
- VR : TACV Cabo Verde Airlines (Cap-Vert)
- VS : Virgin Atlantic Airways Ltd. (Royaume-Uni)
- VT : Air Tahiti (Polynésie française)
- VU : Air Ivoire (Côte d'Ivoire)
- VV : Aerosvit (Ukraine)
- VY : Vueling Airlines (Espagne)
- VW : Aeromar (Mexique)
- VX : Virgin America (États-Unis) (auparavant ACES (Colombie), a cessé ses opérations en 2003)
- VZ : Thai VietJet
- V0 : Conviasa (Venezuela)
- V5 : Danube Wings (Slovaquie)
- V7 : Volotea (Espagne)
- V9 : Bashkir Airlines (Russie)

### W
- WA : KLM Cityhopper, compagnie charter du groupe KLM,
- WB : Rwandair Express (Rwanda),
- WE : Thai Smile Airways (Thaïlande)
- WF : Widerøe's Flyveselskap AS (Norvège), membre du groupe SAS,
- WG : Sunwing Airlines, (Canada)
- WI : White Airways,
- WJ : Air Labrador (Canada)
- WK : Edelweiss Air,
- WM : Windward Islands Airways ou Winair (Saint-Martin, Antilles néerlandaises),
- WN : Southwest Airlines (États-Unis),
- WP : Island Air (Hawaii), appartient à Aloha Airlines,
- WR : WestJet Encore (Canada),
- WS : WestJet (Canada),
- WU : Wuhan Airlines (Chine),
- WW : WOW air (Islande),
- WY : Oman Air (Oman),
- WZ : Red Wings Airlines (Russie)
- WX : Cityjet (Irlande), filiale du groupe Air France-KLM,
- W2 : Finistair (France)
- W5 : Mahan Airlines (Iran),
- W6 : Wizz Air (Poland-Hungary)

### X
- XC : Corendon
- XF : Vladivostok Avia JSC (Russie)
- XG : SunExpress Deutschland (Allemagne)
- XJ : Mesaba Airlines (États-Unis)
- XK : Air Corsica (France)
- XL : LATAM Ecuador (Équateur), groupe LATAM Chile
- XM : J-Air (Jap.) (groupe Japan Airlines) site en japonais
- XN : Xpress Air (Indonésie)
- XO : China Xinjiang Airlines (Chine Xinjiang) - Volar Airlines ex-LTE International Airways (Espagne)
- XQ : SunExpress, (Allemagne et Turquie)
- XT : Indonesia AirAsia X (Indonésie) (ex-code de KLM Exel)
- XU : African Express Airways, (Somalie et Kenya)
- XW : NokScoot, (Thaïlande) (ex-code de China Xinhua Airlines, Chine)
- XY : Flynas (Arabie Saoudite)
- XZ : South African Express Airways (Afrique du Sud)
- X2 : Fly Globespan (Royaume-Uni)
- X3 : TUIfly (Allemagne)
- X5 : Afrique Airlines
- X7 : Challenge Airlines (Israël)
- X9 : Khors Aircompany (Ukraine)

### Y
- YC : Yamal (Russie)
- YD : Mauritania Airways
- YH : Air Nunavut Ltd. (Canada, Nunavut)
- YK : Cyprus Turkish Airlines (ou Air Kibris) (Chypre, partie occupée par la Turquie)
- YL : Yamal Airlines (Russie)
- YM : Montenegro Airlines (Monténégro)
- YN : Air Creebec (Canada)
- YO : Heli Air Monaco
- YP : Aero Lloyd (Allemagne)
- YQ : Polet Airlines (Russie)
- YS : Régional (France)
- YT : Air Togo (Togo)
- YU : EuroAtlantic Airways (Portugal)
- YV : Mesa Airlines (Nouveau-Mexique)
- YW : Air Nostrum L.A.M.S.A. (Espagne, Blue Air Valence)
- YX : Midwest Airlines ou Midwest Connect (Mesa Air Group) (États-Unis)
- Y4 : Volaris (Mexique)
- Y7 : NordStar Airlines (Russie)
- Y9 : Kish Airline (Iran)

### Z
- ZA : Sky Angkor Airlines (Cambodge)
- ZB : Monarch Airlines (Royaume-Uni)
- ZC : Royal Swazi National Airways Corp. (Swaziland)
- ZD : EWA Air (Mayotte)
- ZE : Eastar Jet
- ZH : Shenzhen Airlines (Chine)
- ZI : Aigle Azur (France)
- ZL : Regional Express (Hazelton Airlines) (Australie)
- ZN : Zambia Airways (Zambie)
- ZO : Zoom Air (Inde)
- ZQ : German Airways GmbH & Co KG (Allemagne)
- ZU : Helios Airways (Chypre)
- ZV : V Air (Taïwan)
- ZY : Sky Airlines (Turquie)
- Z2 : AirAsia Philippines (Philippines) (ex-code de Styrian Spirit (Autriche) et de Zhongyuan Airlines (Chine))
- Z6 : Dniproavia (Ukraine)
- Z9 : Aero Zambia (Zambie)

### 0
- 0B : Blue Air (Roumanie)

### 1
- 1A : Amadeus IT Group (International) ; TRAVELPORT
- 1G : Galileo (International)
- 1L : CitizenPlane (International)
- 1N : Navitaire (International)
- 1S : Sabre (International)

### 2
- 2B : Aerocondor (Portugal)
- 2C : SNCF (France)
- 2G : Angara Airlines (Russie)
- 2J : Air Burkina (Burkina Faso)
- 2L : Helvetic (Suisse)
- 2P : PAL Express (Philippines)
- 2T : TruJet (Inde)

### 3
- 3H : Air Inuit (Canada)
- 3K : Jetstar Asia (Singapour)
- 3L : Air Arabia Abu Dhabi (Abu Dhabi) ou Hifly (Portugal)
- 3M : Gulfstream International Airlines (Floride et Bahamas)
- 3N : Air Urga (Ukraine)
- 3O : Air Arabia Maroc (Maroc)
- 3Q : China Yunnan Airlines (Chine)
- 3R : Air Moldova International (Moldavie)
- 3S : AeroLogic
- 3U : Sichuan Airlines (Chine)
- 3V : ASL Airlines Belgium (Belgique)
- 3X : Japan Air Commuter JAC (groupe Japan Airlines) (Japon)
- 3Y : Kartika Airlines (Indonésie)

### 4
- 4A* : Air Kiribati (Kiribati)
- 4D : Air Sinai (Égypte, filiale d'EgyptAir)
- 4G : Shenzhen Airlines (Chine, Shenzhen)
- 4H : United Airways (Bangladesh)
- 4I : Air Antilles (Saint Martin)
- 4O : Interjet (Mexique)
- 4P : Business Aviation (Congo)
- 4U : German Wings (Allemagne)
- 4Y : EW Discover GmbH (Allemagne, filiale de Lufthansa)
- 4Z : South African Airlink / SA Airlink (Afrique du Sud)
- 4W : Allied Air (en) (Nigéria)

### 5
- 5B : Bakassa Air (Cambodge)
- 5C : C.A.L. Cargo Airlines (Israël)
- 5F : FlyOne (Moldavie)
- 5J : Cebu Pacific (Philippines)
- 5K : Hi Fly Transportes Aereos, S.A. (Portugal)
- 5O : ASL Airlines France (France)
- 5P : SkyEurope Airlines (Hongrie)
- 5Q : Euroceltic Airways (Irlance)
- 5V : Lviv Airlines (Ukraine)
- 5W : Astraeus (Royaume-Uni)
- 5X : United Parcel Service (États-Unis)
- 5Y : Atlas Air (États-Unis)
- 5Z : CemAir (Afrique du Sud)

### 6
- 6A : Aviacsa (Mexique)
- 6B : Britannia Airways AB (Suède)
- 6E : IndiGo (Inde)
- 6H : Israir Airlines and Tourism Limited (Israël)
- 6J : Solaseed Air (Japon)
- 6M : OnAir (Italie)
- 6P : Dacair Romanian Airlines (Roumanie)
- 6R : Alrosa Mirny Air Enterprise (Russie)
- 6T : Air Mandalay (en) (Birmanie)
- 6U : Air Ukraine (Ukraine)
- 6W : Saravia (Saratov Airlines) (Russie)
- 6Z : Ukrainian Cargo Airways (Ukraine)
- 6V : Air Vegas (États-Unis)

### 7
- 7A : Express Air Cargo (Tunisie)
- 7B : Krasnojarsky Airlines ou KrasAir (Russie)
- 7C : Jeju Air
- 7F : First Air
- 7I : Insel Air (Curaçao)
- 7J : Tajikistan Airlines (Tadjikistan)
- 7K : Kogalymavia Air Company
- 7L : Sun d'Or International Airlines (Israël)
- 7P : Air Panama
- 7Q : Pawa Dominicana (République dominicaine)

### 8
- 8A : Atlas Blue (Maroc)
- 8I : MyAir (Italie)
- 8J : Jet4you (Maroc)
- 8M : Myanmar Airways International (Birmanie)
- 8Q : Onur Air (Turquie)
- 8R : Sol Lineas Aereas (Argentine)
- 8Z : Congo Airways (République démocratique du Congo)
- 8U : Afriqiyah Airways (Libye)

### 9
- 9B : AccesRail (Canada)
- 9D : Toumaï Air Tchad (Tchad)
- 9I : Alliance Air (Inde)
- 9K : Cape Air (États-Unis et dépendances)
- 9R : Phuket Air
- 9U : Air Moldova (Moldavie)
- 9W : Jet Airways Ltd. (Inde)
- 9X : New Axis Airways (France)